# Temporada 1975-76 de los Houston Rockets
La temporada 1975-76 fue la quinta de los Houston Rockets en su nueva localización de Texas, y la novena en la NBA, tras haber jugado las cuatro primeras en San Diego (California). La temporada regular acabó con 40 victorias y 42 derrotas, ocupando el sexto puesto de la conferencia Oeste, no logrando clasificarse para los playoffs.

## Elecciones en elDraft
| Ronda | Puesto | Jugador         | Posición | Nacionalidad   | Universidad       |
| ----- | ------ | --------------- | -------- | -------------- | ----------------- |
| 1     | 11     | Joe Meriweather | Pívot    | Estados Unidos | Southern Illinois |
| 3     | 47     | Rudy White      | Escolta  | Estados Unidos | Arizona State     |
| 4     | 65     | Ken Smith       | Alero    | Estados Unidos | Tulsa             |

## Temporada regular
| División Central      | División Central | División Central | División Central | División Central | División Central | División Central | División Central | División Central |
| Equipo                | G                | P                | %                | PD               | Casa             | Fuera            | Div              |                  |
| --------------------- | ---------------- | ---------------- | ---------------- | ---------------- | ---------------- | ---------------- | ---------------- | ---------------- |
| y-Cleveland Cavaliers | 49               | 33               | .598             | –                | 29–12            | 20–21            | 15–11            |                  |
| x-Washington Bullets  | 48               | 34               | .585             | 1                | 31–10            | 17–24            | 14–12            |                  |
| Houston Rockets       | 40               | 42               | .488             | 9                | 27–13            | 13–29            | 14–12            |                  |
| New Orleans Jazz      | 38               | 44               | .463             | 11               | 22–19            | 16–25            | 15–11            |                  |
| Atlanta Hawks         | 29               | 53               | .354             | 20               | 20–21            | 9–32             | 7–19             |                  |

## Estadísticas
| Rk | Jugador          | Edad | P  | PT | MP   | TC  | TCI  | %TC  | TL  | TLI | %TL  | RO  | RD  | RT  | AS  | RB  | TAP | BP | FP  | PTS  |
| -- | ---------------- | ---- | -- | -- | ---- | --- | ---- | ---- | --- | --- | ---- | --- | --- | --- | --- | --- | --- | -- | --- | ---- |
| 1  | Mike Newlin      | 27   | 82 |    | 37.4 | 6.9 | 13.7 | .507 | 4.7 | 5.4 | .865 | 0.9 | 3.2 | 4.1 | 5.6 | 1.3 | 0.1 |    | 3.2 | 18.6 |
| 2  | Rudy Tomjanovich | 27   | 79 |    | 36.9 | 7.9 | 15.2 | .517 | 2.8 | 3.6 | .767 | 2.1 | 6.3 | 8.4 | 2.4 | 0.5 | 0.2 |    | 2.6 | 18.5 |
| 3  | Calvin Murphy    | 27   | 82 |    | 36.5 | 8.2 | 16.7 | .493 | 4.5 | 5.0 | .907 | 0.6 | 1.9 | 2.5 | 7.3 | 1.8 | 0.1 |    | 3.6 | 21.0 |
| 4  | Ed Ratleff       | 25   | 72 |    | 33.3 | 4.4 | 9.0  | .485 | 2.3 | 2.9 | .816 | 1.5 | 3.8 | 5.3 | 3.6 | 1.6 | 0.5 |    | 3.3 | 11.1 |
| 5  | Kevin Kunnert    | 24   | 80 |    | 29.2 | 5.8 | 11.9 | .487 | 1.3 | 2.0 | .654 | 3.3 | 6.5 | 9.8 | 1.9 | 0.7 | 1.3 |    | 3.9 | 12.9 |
| 6  | Joe Meriweather  | 22   | 81 |    | 25.2 | 4.2 | 8.4  | .494 | 1.9 | 3.0 | .644 | 2.0 | 4.4 | 6.4 | 1.0 | 0.4 | 1.5 |    | 2.7 | 10.2 |
| 7  | John Johnson     | 28   | 67 |    | 22.2 | 4.1 | 9.1  | .452 | 1.4 | 1.9 | .758 | 1.2 | 3.1 | 4.4 | 2.9 | 0.7 | 0.4 |    | 2.4 | 9.7  |
| 8  | Ron Riley        | 25   | 65 |    | 16.1 | 1.8 | 4.3  | .411 | 0.6 | 0.9 | .679 | 1.4 | 3.3 | 4.7 | 1.2 | 0.5 | 0.3 |    | 2.1 | 4.1  |
| 9  | Dave Wohl        | 26   | 50 |    | 14.0 | 1.3 | 3.3  | .405 | 0.8 | 1.0 | .776 | 0.2 | 0.9 | 1.1 | 2.2 | 0.5 | 0.0 |    | 2.2 | 3.4  |
| 10 | Cliff Meely      | 28   | 14 |    | 12.4 | 2.3 | 5.8  | .395 | 0.6 | 1.1 | .563 | 0.9 | 2.9 | 3.7 | 0.7 | 0.6 | 0.3 |    | 2.2 | 5.2  |
| 11 | Rudy White       | 22   | 32 |    | 8.9  | 1.3 | 3.2  | .412 | 0.6 | 0.8 | .720 | 0.4 | 0.8 | 1.2 | 0.9 | 0.6 | 0.2 |    | 1.0 | 3.2  |
| 12 | Gus Bailey       | 24   | 30 |    | 8.7  | 0.9 | 2.6  | .364 | 0.5 | 0.9 | .500 | 0.7 | 1.0 | 1.7 | 1.4 | 0.5 | 0.3 |    | 1.1 | 2.3  |
| 13 | Steve Hawes      | 25   | 6  |    | 8.5  | 0.8 | 2.2  | .385 | 0.0 | 0.0 |      | 0.8 | 2.2 | 3.0 | 1.7 | 0.0 | 0.0 |    | 1.0 | 1.7  |

## Galardones y récords
| Jugador          | Galardón                            |
| Joe Meriweather  | Mejor quinteto de rookies de la NBA |
| Rudy Tomjanovich | All-Star                            |